# Moncaut
Moncaut är en kommun i departementet Lot-et-Garonne i regionen Nouvelle-Aquitaine i sydvästra Frankrike. Kommunen ligger i kantonen Nérac som tillhör arrondissementet Nérac. År 2022 hade Moncaut 573 invånare.

## Befolkningsutveckling
Antalet invånare i kommunen Moncaut
| Referens: INSEE |